# Scuola danubiana

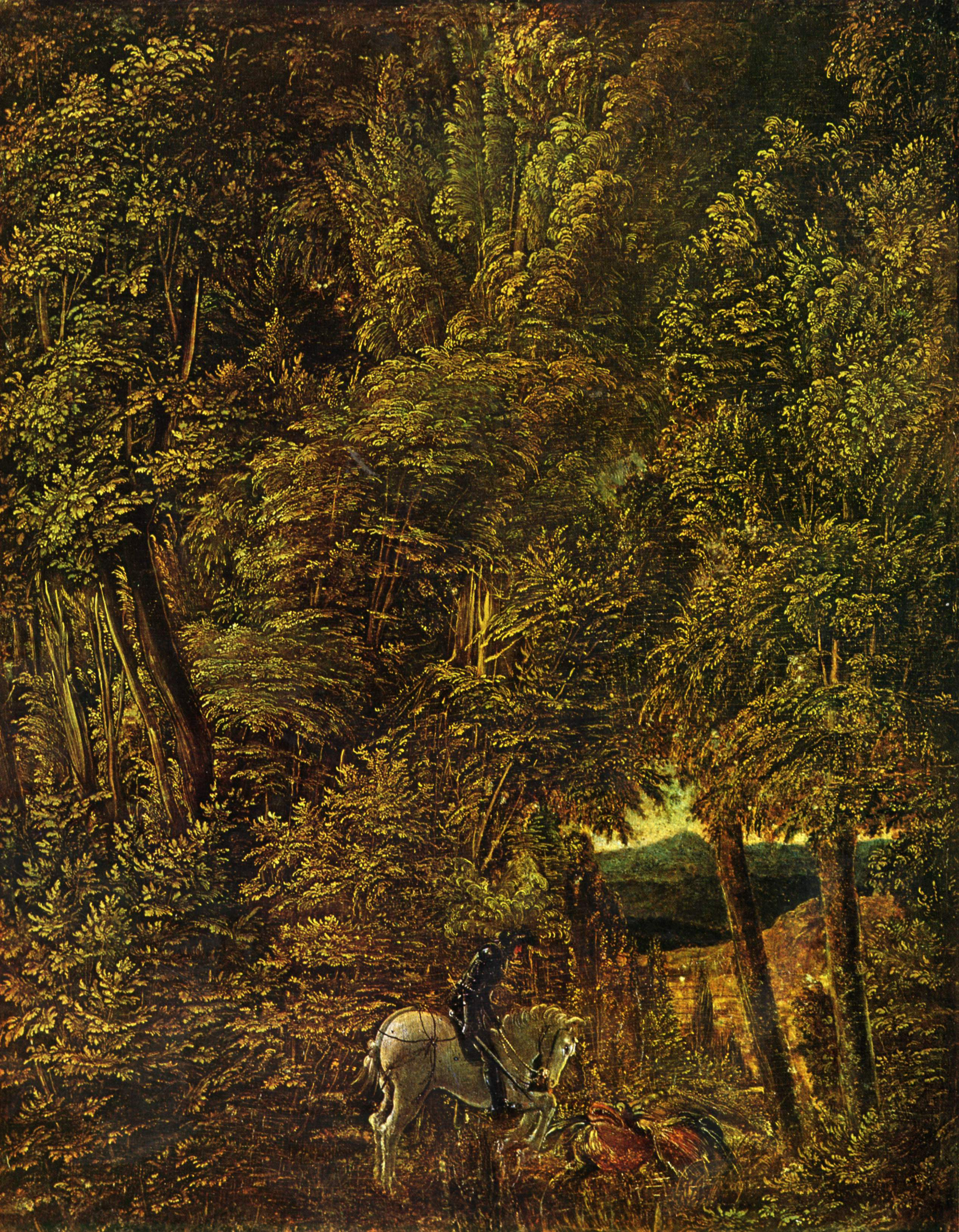
Albrecht Altdorfer, San Giorgio nella foresta, 1510, Alte Pinakothek, Monaco

La Scuola danubiana, o Donauschule, è un movimento artistico nato nel territorio austriaco ai primi anni del Cinquecento e propagatosi dapprima in Baviera e poi nel resto della Germania.

## Storia e sviluppo
Stabilizzatosi il suo centro fra Salisburgo, Passavia e Ratisbona, la scuola si impegnò a elaborare una visione innovativa del rapporto fra l'uomo, la natura e le forze misteriose di quest'ultima.
Quindi i pittori della scuola danubiana cercarono di coinvolgere anche tematiche banali, quali l'interno di una stanza, in un'atmosfera cosmica.
La scuola non seguì né una sola linea direttiva e stilistica e nemmeno un unico maestro, sebbene la serie di xilografie dell'Apocalisse di Albrecht Dürer (1498) abbia contribuito in modo determinante alla sua nascita.
Se abitualmente i critici d'arte ritengono che le prime opere uniformate alla nuova tendenza danubiana siano state quelle di Jörg Breu il Vecchio, anche i primi dipinti di Lucas Cranach risalenti all'inizio del Cinquecento, oltre a relazionarsi con la drammaticità e la cosmicità di Dürer, evidenziarono con forte dispiego di forme e sentimenti la fusione uomo-natura. Un altro caposcuola fu Albrecht Altdorfer, capace, con il suo lirismo particolare, di unire atmosfere magiche-misteriose e quotidianità, e di risolvere le passione in una luce fiabesca, così come Wolf Huber, suggestivo e in grado di fondere brutalità realistiche a delicatezze romantiche.
Nel disegno si mise in particolare evidenza Urs Graf, mentre, nella scultura, Hans Loy, e soprattutto Hans Leinberger, tentarono di dare una organizzazione alla forma.
La Scuola del Danubio (definizione usata per la prima volta da Thedor von Frimmel nel 1892) è caratterizzata, in sintesi, da un nuovo naturalismo nella raffigurazione del paesaggio e della vegetazione e da una marcata espressività nella deformazione del segno e nell'accensione del colore. Il paesaggio, in questi pittori, assume un valore figurativo autonomo.
La pittura danubiana influenzò quella fiamminga, olandese, spagnola e italiana del centro-nord. Per quest'ultima, basti pensare ad Amico Aspertini in Emilia o a un'opera come la Tempesta di Giorgione. 
Tra i membri principali della scuola vi furono:
- Albrecht Altdorfer
- Wolf Huber
- Jörg Breu
- Rueland Frueauf il Giovane
- Augustin Hirschvogel
- Lucas Cranach il Vecchio

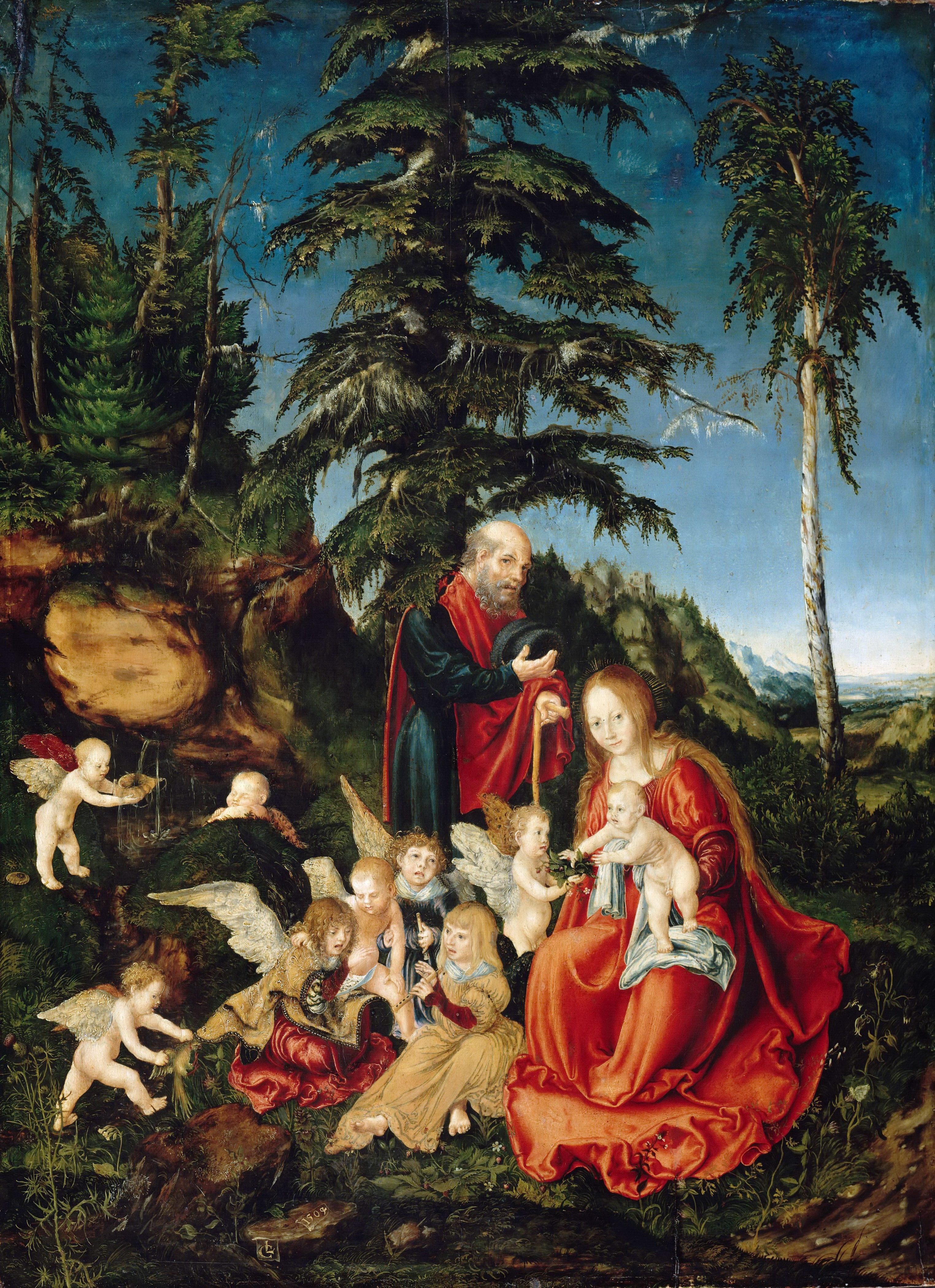
Lucas Cranach il Vecchio, Riposo durante la fuga in Egitto, 1504, Gemäldegalerie, Berlino
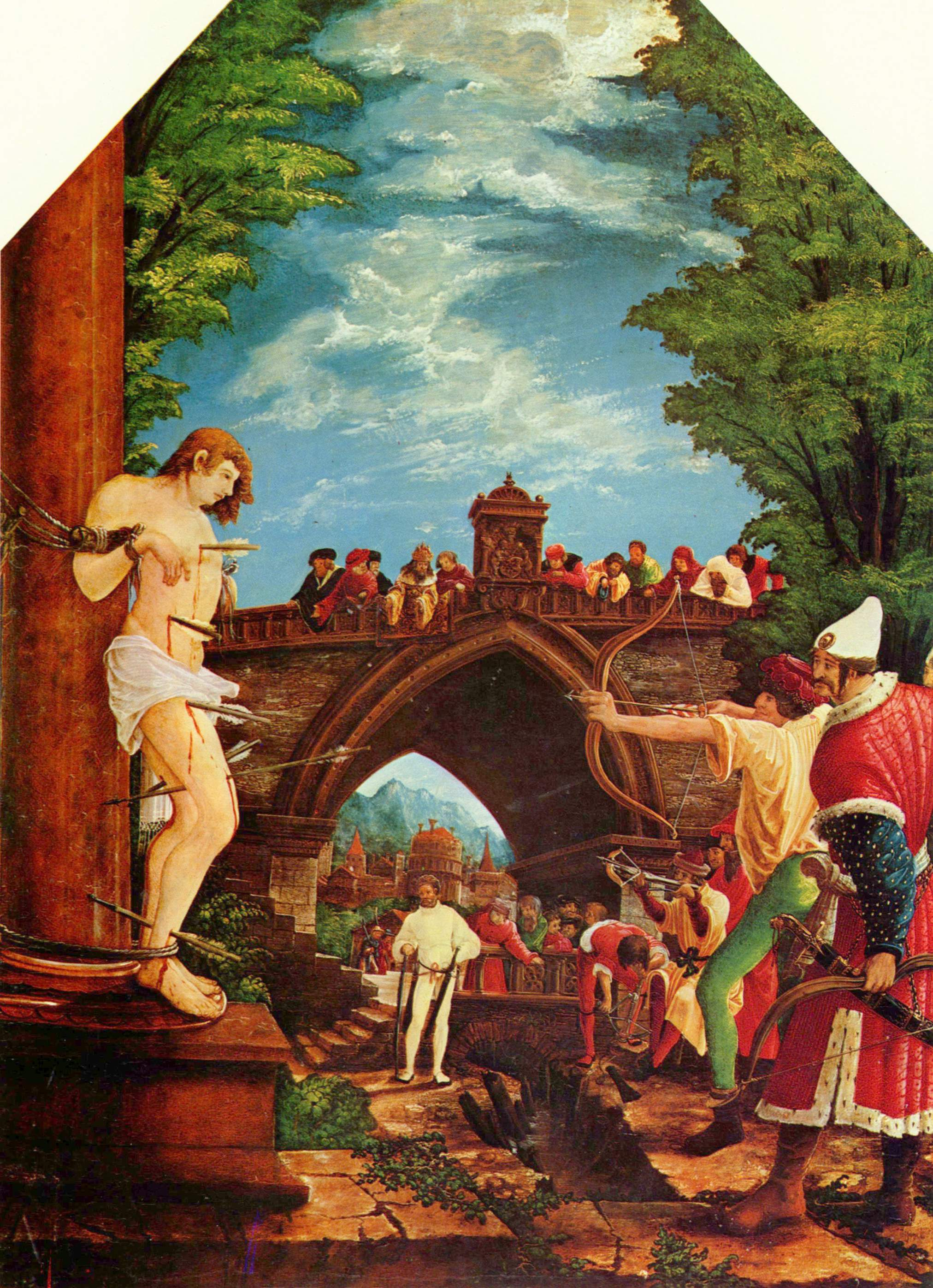
Albrecht Altdorfer, Martirio di San Sebastiano dal polittico dell'Altare di Sebastiano, 1509-1516 c., Abbazia di Sankt Florian
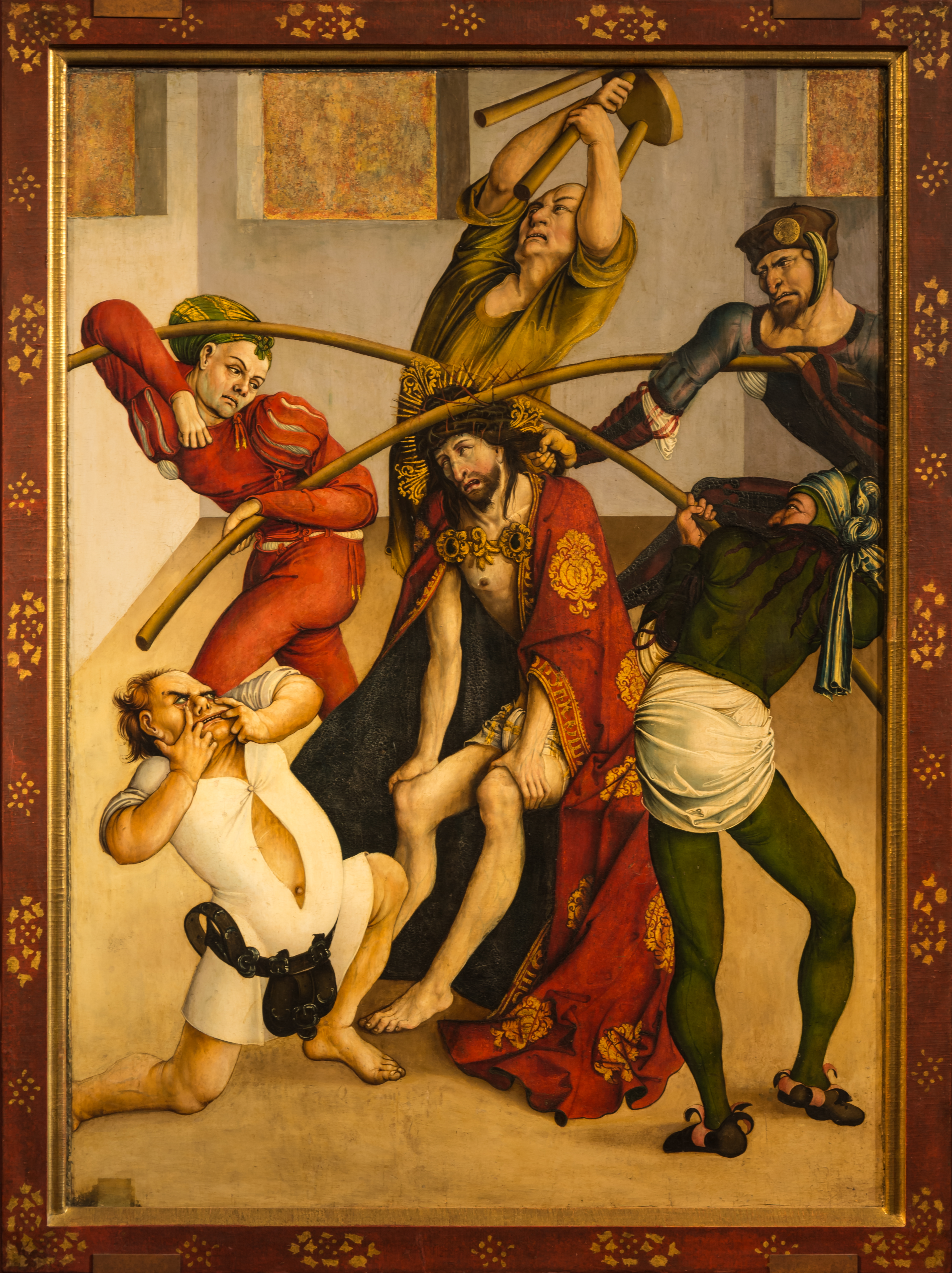
Jörg Breu il Vecchio, Incoronazione di spine, 1502, pannello dell'altare dell'Abbazia di Melk
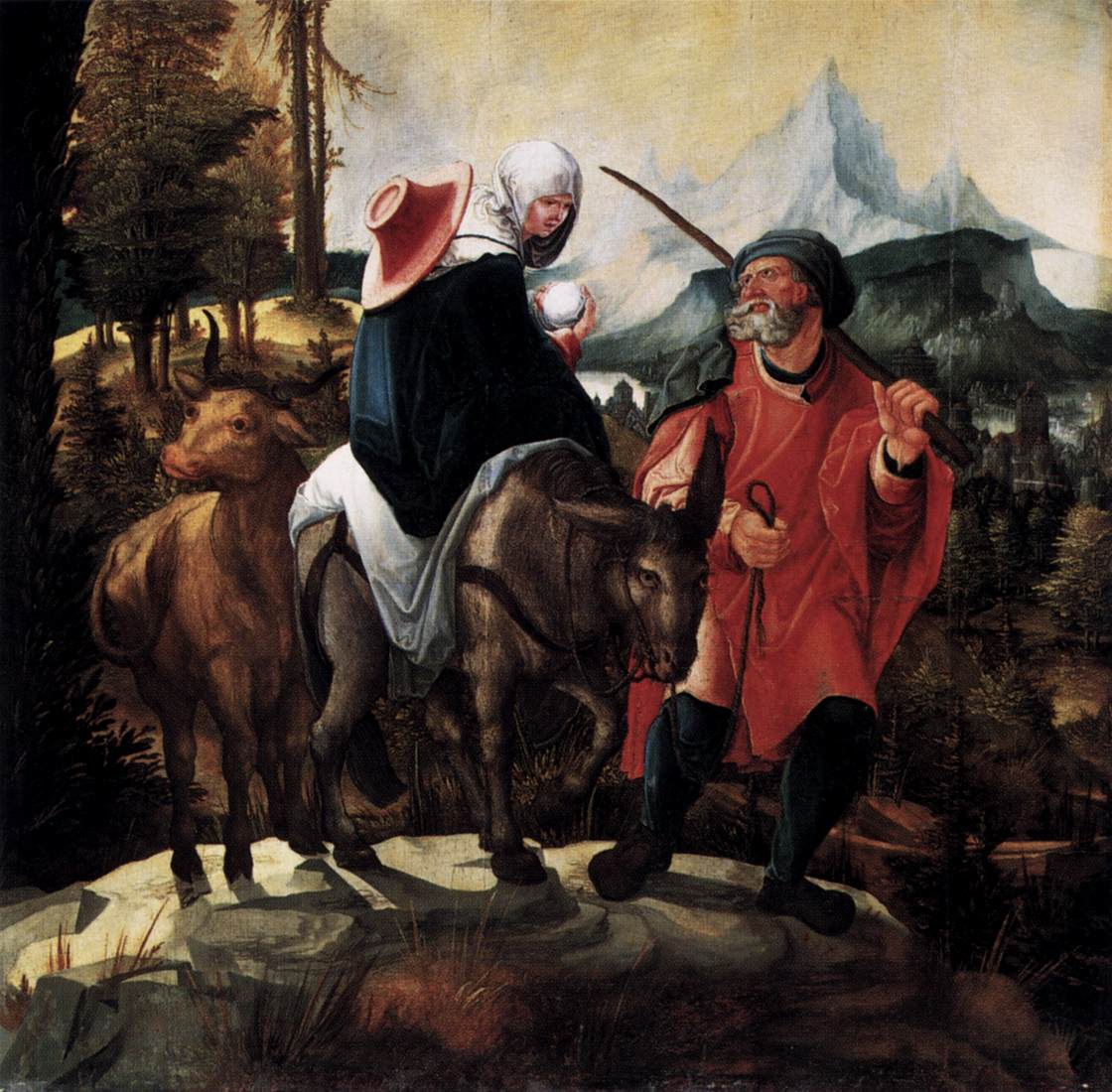
Wolf Huber, Fuga in Egitto, 1525-1530, Gemäldegalerie, Berlino